# Мальо (Португалия)
Мальоу (порт. Malhou)  —  район (фрегезия) в Португалии,  входит в округ Сантарен. Является составной частью муниципалитета  Алканена. По старому административному делению входил в провинцию Рибатежу. Входит в экономико-статистический  субрегион Медиу-Тежу, который входит в Центральный регион. Население составляет 840 человек на 2001 год. Занимает площадь 12,18 км².